# Лінгвістичний ландшафт

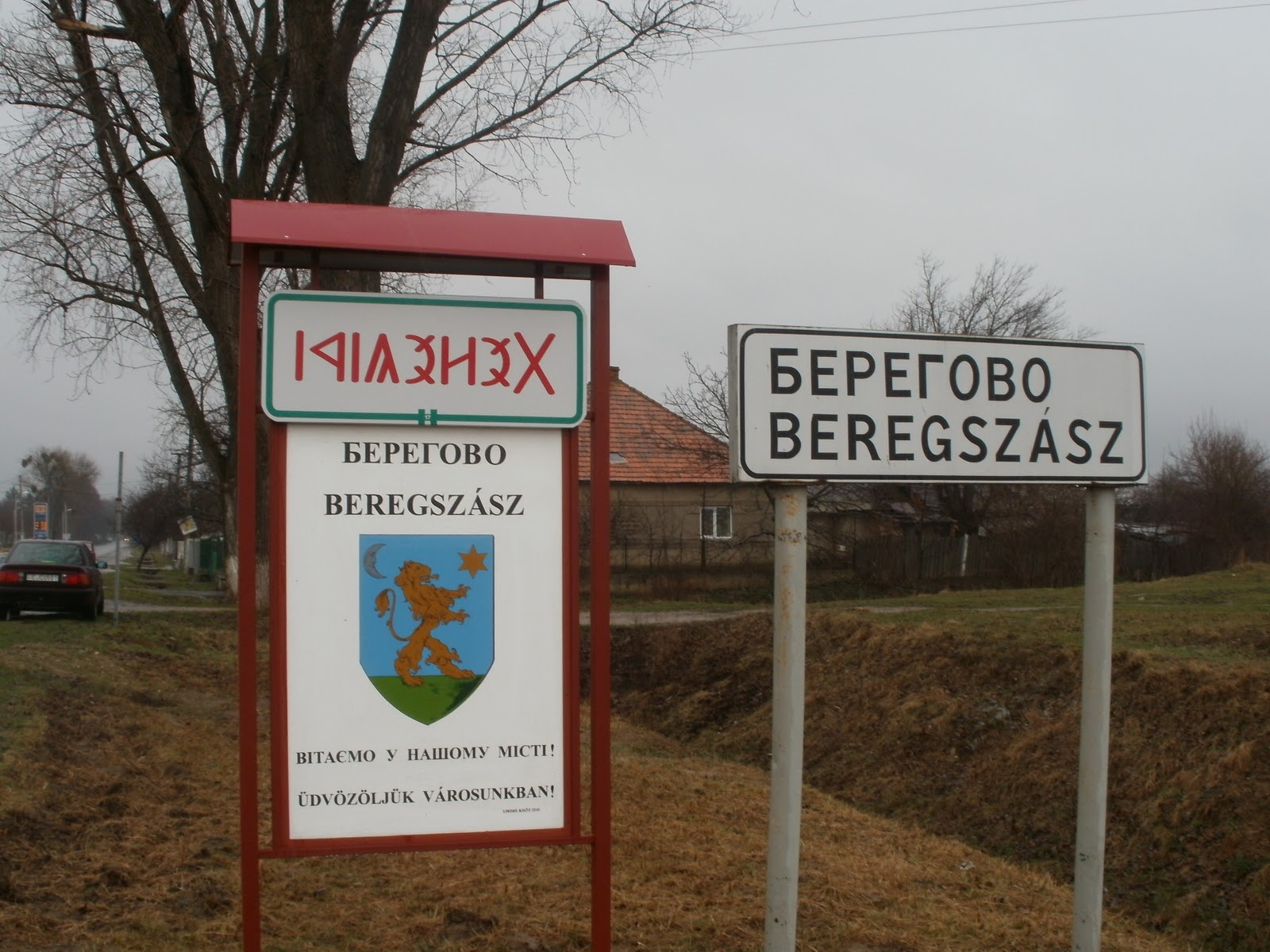
Багатомовний знак в трьох сценаріях, близько угорсько-українського кордону, місто Берегово.

Лінгвістичний ландшафт (англ. linguistic landscape) — термін у соціолінгвістиці, що позначає «видимість мов у публічних і комерційних знаках на певній території чи у певному регіоні», тобто мови дорожніх транспарантів, рекламних білбордів, назв вулиць, топонімів, комерційних вивісок, знаків на урядових будівлях тощо. До цього переліку можна додати також оголошення, епітафії, графіті, тобто даний термін включає в себе будь-який письмовий знак, який знаходиться поза межами приватних будинків — від дорожніх позначок та назв вулиць до магазинів та шкіл.
Текст знаків може бути одномовним, двомовним або ж багатомовним, що відображає різноманітність мовних груп, які побутують на вибраній території або в певному регіоні. Реалізація елементів мовного ландшафту відіграє провідну роль у дистрибуції мов, які вони використовують. Наприклад, деякі державні знаки в Єрусалимі зображають на івриті, англійською та арабською мовами.
Загальну картину мов, якими говорять, також називають мовним ландшафтом. У цьому досить широкому значенні термін мовний ландшафт може бути синонімічним до термінів мовний ринок (linguistic market), мовна мозаїка (linguistic mosaic), екологія мов (ecology of languages), різноманітність мов (diversity of languages) або мовна ситуація (linguistic situation). Іноді до значеннєвого поля цього терміна залучають також історію мов або різні ступені володіння мовами.

## Історія терміна
Ландшафтна метафора стала використовуватися в суспільних науках для опису складних типів взаємодій і процесів в середовищі існування людини ще в кінці XX століття, коли з'явилися поняття «медіаландшафт», «етнічний ландшафт», «фінансовий ландшафт». Для опису побутування мов в просторі мегаполісу поняття linguistic landscape було вперше вжите в 1997 році в роботі Р. Лендрі і Р. Бурхіс.

## Функції лінгвістичного ландшафту

### Інформативна функція
індикує межі території мовної групи, що виявляє певну мову чи декілька мов для комунікації.

### Символічна
визначає цінність і статус мов у сприйнятті членами групи у порівнянні з іншими мовами.